# Ikarus 417
Ikarus 417 je model maďarského městského kloubového plně nízkopodlažního autobusu, který byl vyráběn společností Ikarus v letech 1993 až 1999.

## Konstrukce
Ikarus 417 je kloubový nízkopodlažní autobus, vycházející z řady 400. Model 417 je třínápravový autobus se samonosnou karoserií, která se skládá ze dvou částí. Ty jsou navzájem spojeny kloubem a krycím měchem. Zadní náprava je hnací, motor a převodovka se nachází v motorové věži v zadní části vozu. Kabina řidiče je uzavřená.

## Výroba a provoz
První prototyp Ikarusu 417 byl vyroben v roce 1993 a následně byla zahájena sériová výroba, která trvala až do roku 1999, přičemž v roce 1998 prošla celá řada 400 modernizací. Celkem bylo vyrobeno 33 autobusů Ikarus 417.
Ikarusy 417 jsou velmi málo rozšířené. Nejvíce jich najdeme v německém Wuppertalu (17 kusů), poté několik kousků v Polsku, Maďarsku a v Itálii. V České republice byl v provozu pouze jeden Ikarus 417, a to v Táboře, kde sloužil již od roku 1999 až do roku 2012, kdy byl vyřazen. Táborský Ikarus 417 byl prvním nízkopodlažním kloubovým autobusem v České republice.

## Historické vozy
- soukromá osoba (táborský vůz ev. č. 99)
- soukromá osoba (vratislavský vůz vůz ev. č. 5000)